# The Old Soldier's Story
The Old Soldier's Story è un cortometraggio muto del 1909 diretto da Sidney Olcott e interpretato da Ruth Roland. La storia è ambientata durante la guerra civile americana.
Fu il secondo film interpretato da Jack Conway.

## Produzione
Il film fu prodotto dalla Kalem Company.

## Distribuzione
Distribuito dalla Kalem Company, il film uscì nelle sale cinematografiche USA il 5 marzo 1909.